# Kupplung (Bahn)

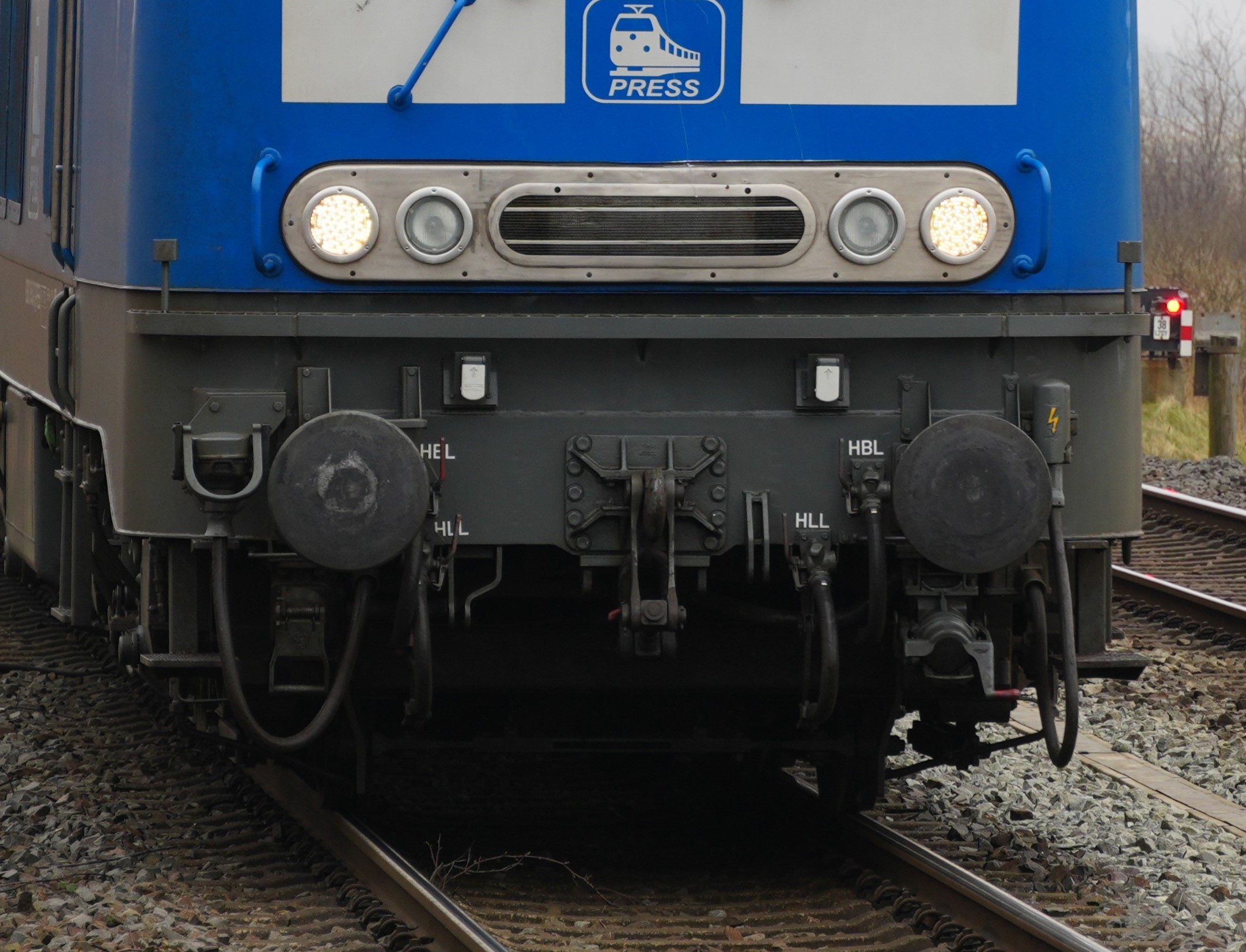
Zug- und Stoßeinrichtung einer Lokomotive (DB-Baureihe 218)

Kupplungen (früher auch Kuppelungen) bei Bahnen sind lösbare Verbindungen zwischen Schienenfahrzeugen. Es lassen sich verschiedene Arten von Kupplungen unterscheiden. Einige dienen der Verbindung der Zugeinrichtungen, andere der Verbindung der durchgehenden Leitungen, wie etwa der Hauptluftleitung, der Hauptluftbehälterleitung, der Dampfheizung, der Zugsammelschiene sowie verschiedener Signalleitungen (beispielsweise der UIC-Leitung) der einzelnen Fahrzeuge.
Es besteht die Möglichkeit, verschiedene Arten von Kupplungen in einer Baugruppe zusammenzufassen. Um die Kuppelbarkeit sicherzustellen, sind die Hauptabmessungen, Festigkeitsbedingungen und weitere Anforderungen der Kupplungen häufig international genormt. Fahrzeuge, die zwischen Netzen mit unterschiedlichen Kupplungsnormen verkehren, werden auf den Einbau von mehreren Kupplungsbauarten ausgelegt und beim Übergang umgerüstet oder es werden Kuppelwagen, Hybridkupplungen oder Kupplungsadapter (z. B. als Abschleppkupplung) eingesetzt.

## Kettenkupplung

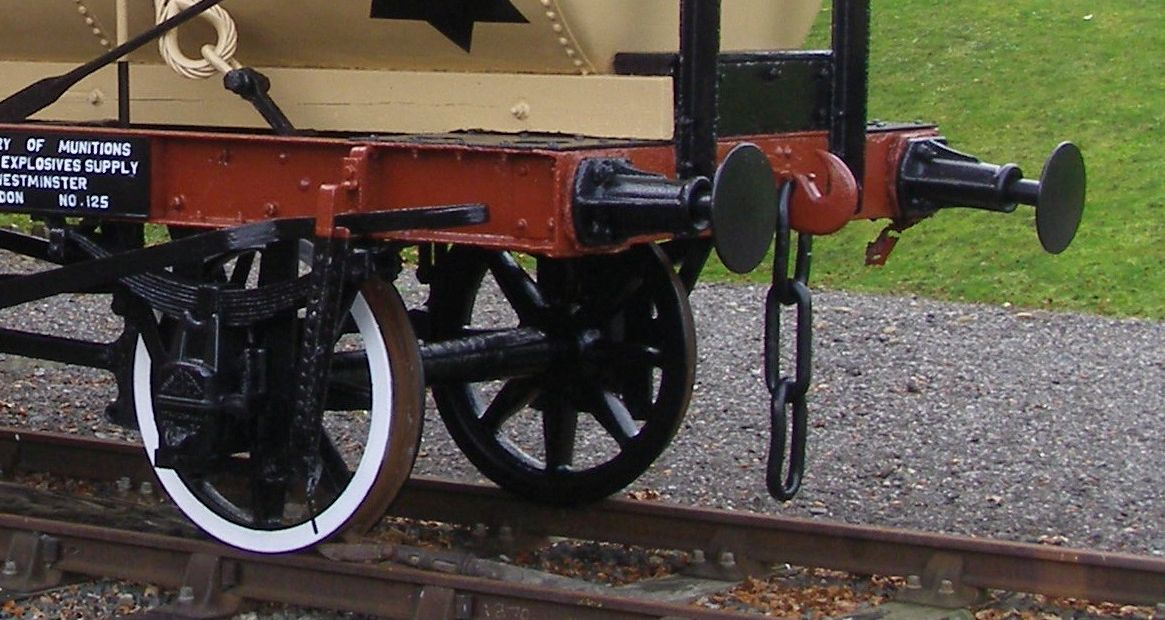
Historische Kettenkupplung

Eine der ersten Kupplungen zur Verbindung der Zugeinrichtungen von Schienenfahrzeugen war die Kettenkupplung. Die Zugeinrichtung selbst bestand aus Haken oder Bolzen, die fest oder später federnd an den Kopfschwellen der Fahrzeuge angebracht und mit einer Kette verbunden waren.
Als besonders nachteilig erwies sich bei der Kettenkupplung, dass ein straffes Kuppeln der aneinandergereihten Fahrzeuge nicht möglich war. Dies lag daran, dass beim Einhängen der Kettenglieder ein gewisser, ausreichend bemessener Spielraum erforderlich war. Dieser führte beim Ankuppeln zu einem Abstand zwischen den Puffern, der insbesondere in Bögen zu einem unruhigen Lauf der Wagen führte. Die Folge war ein erhöhter Verschleiß der Fahrzeuge, eine ungünstige Beeinflussung der Schienenlage, Erschütterungen sowie ein häufiger Bruch von Kupplungsteilen.

## Schraubenkupplung

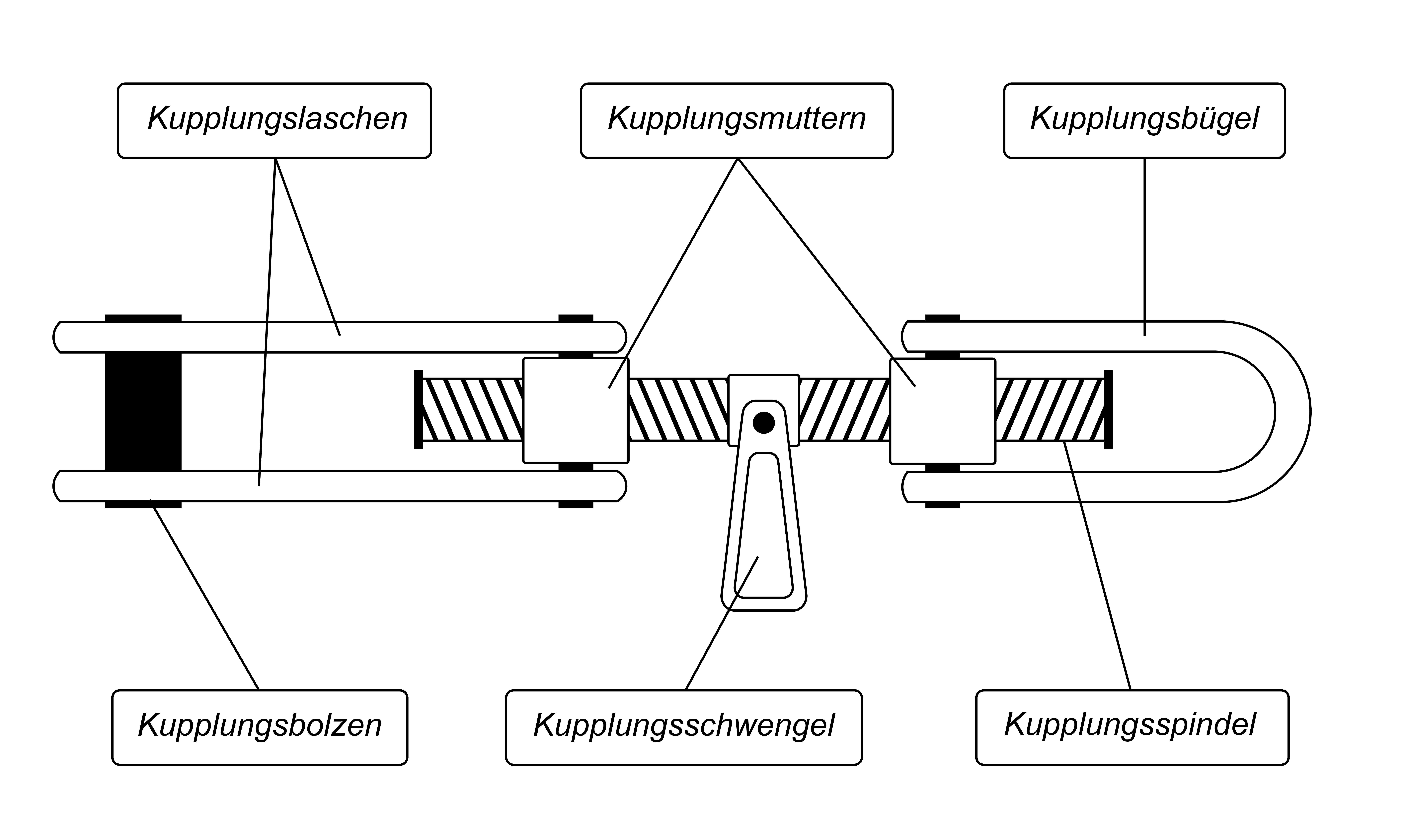
Bauteile einer Schraubenkupplung

Die in Europa am weitesten verbreitete Kupplung bei Eisenbahnen ist die Schraubenkupplung. Sie beinhaltet an jeder Fahrzeugstirnseite einen mittig angeordneten Zughaken, an dem mit einem Bolzen die „Kuppelkette“ befestigt ist. Sie besteht aus zwei Laschen, die mit einem Bolzen links und rechts des Zughakens angeschlagen sind und am anderen Ende gelenkig mit einer Mutter verbunden sind. In dieser Mutter ist das eine Ende der Spindel eingeschraubt, auf deren anderes Ende wiederum eine Mutter geschraubt ist, welche gelenkig mit dem Zugbügel verbunden ist. Beide Rundgewinde sind gegenläufig, damit die Kuppelkette durch einfaches Drehen der Spindel ge- und entspannt werden kann.
Zum Kuppeln wird bei einem Fahrzeug der Zugbügel aus dem Haken ausgehängt und in den Zughaken des anderen Fahrzeuges eingelegt. Darauf wird durch Drehen der Spindel die Kuppelkette verkürzt. Obwohl zwischen zwei Fahrzeugen immer zwei Zughaken und zwei Kupplungen zur Verfügung stehen, wird jeweils zum Kuppeln nur ein Zughaken und eine Kupplung benutzt. Im ungenutzten Zustand wird die Kuppelkette in einen Haken an der Pufferbohle unter dem Zughaken eingehängt.
Die Schraubenkupplung erfordert es, jedes Fahrzeug durch eine Person von Hand an- oder abzukuppeln. Je nach Art der Fahrzeuge müssen zusätzlich noch elektrische und pneumatische Verbindungen hergestellt werden. Auch ist die Arbeit – zwischen den Puffern und mit der fettgeschmierten Kupplung – eine sehr schmutzige und gefährliche Angelegenheit. Bei europäischen Eisenbahnfahrzeugen mit Schraubenkupplung ist der freizuhaltende Arbeitsraum um die Kupplung herum als Berner Raum normiert.

## Mittelpufferkupplung
Bei der Mittelpufferkupplungen handelt es sich um die Bauart einer Kupplung, welche sich mittig auf der Fahrzeuglängsachse befindet. Nebst Bauarten, die sowohl Zug- als auch Stoßkräfte übertragen, gibt es Mittelpufferkupplung mit Zugkraftübertragung über seitlich neben (Balancierhebelkupplung) oder unter dem Mittelpuffer angeordnete Ketten oder Schraubenkupplungen.

### Handgekuppelte Mittelpufferkupplungen

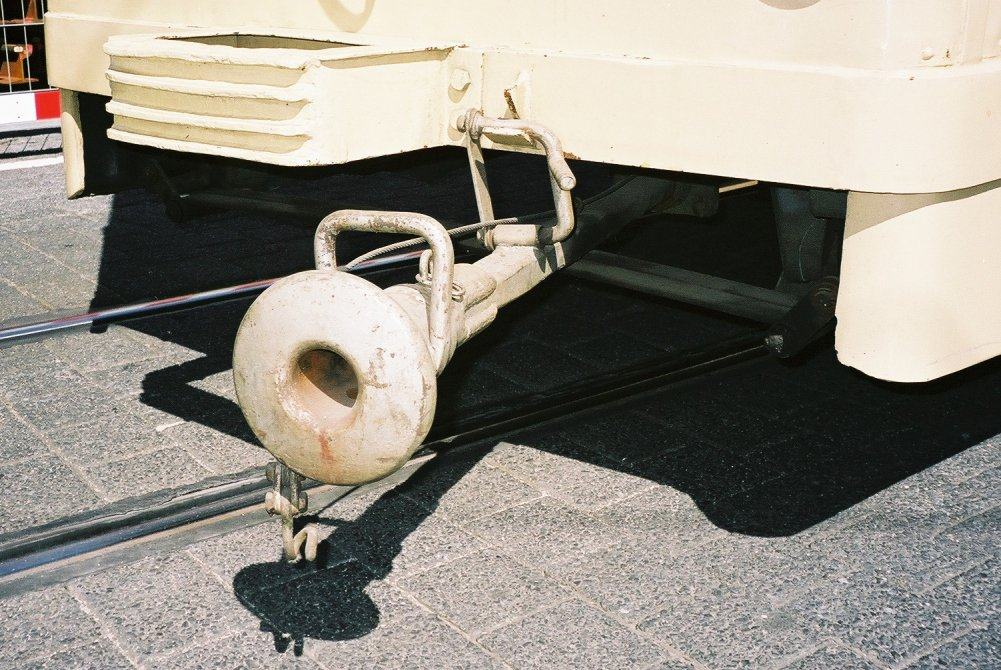
Trompetenkupplung

Bei Schmalspurfahrzeugen und Straßenbahnen werden handbetätigte Mittelpufferkupplungen sehr häufig eingesetzt. Bei diesen wird entweder ein zentrales Verbindungsstück in beide Kupplungsaufnahmen eingefügt und jeweils mit Bolzen festgesteckt (Trompetenkupplung oder Trichterkupplung) oder die einander gegenüberstehenden Kupplungsaufnahmen haben spiegelbildliche Anordnungen von seitlich sich ineinander einfügenden Durchstecköffnungen, die ebenfalls mit Bolzen gesichert werden (Albertkupplung). Ein alternativer Oberbegriff ist Bolzenkupplung. Solche Kupplungen sind fahrzeugseitig mit Federdämpfungselementen verbunden, die baulich von den reinen Puffern abgeleitet sind.
Beispiele für weitere handbetätigte Mittelpufferkupplungen:
- Balancierhebel- oder Ausgleichskupplung (weltweit verbreitet bei Schmalspurbahnen)
- Bosna-Kupplung (bei Schmalspurbahnen in Österreich, Ungarn und auf dem Balkan)
- Mittelpufferkupplung mit zentralem Kupplungshaken

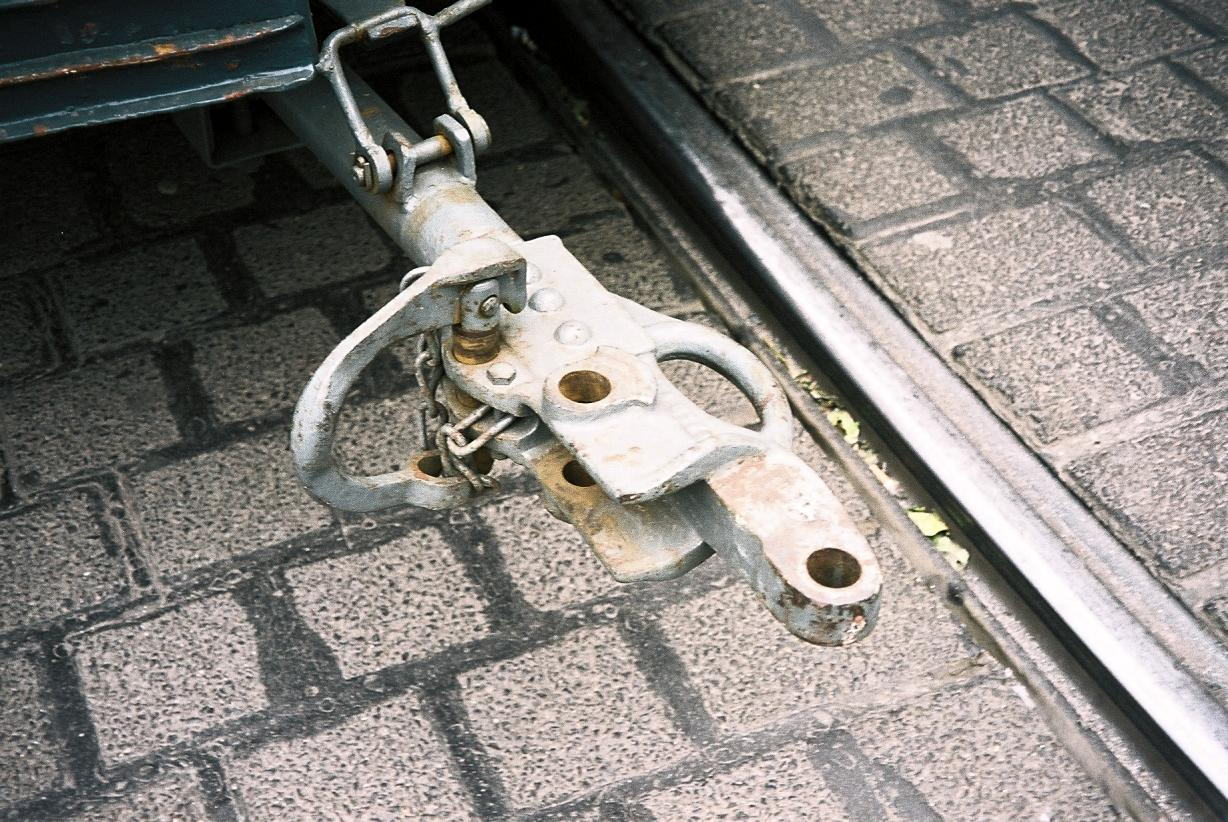
Albertkupplung
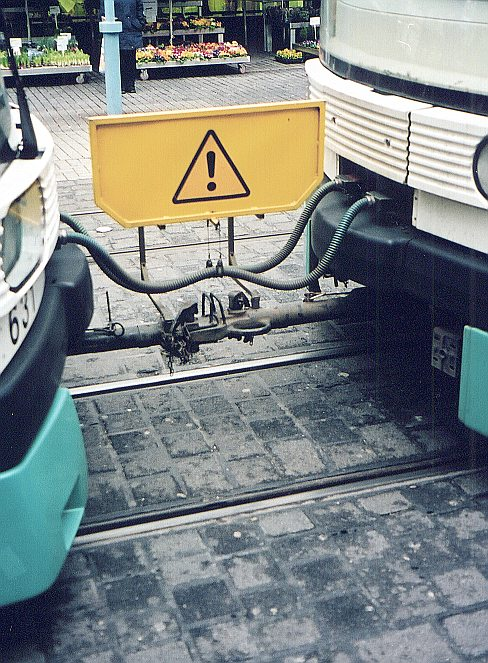
Albertkupplung, gekuppelt
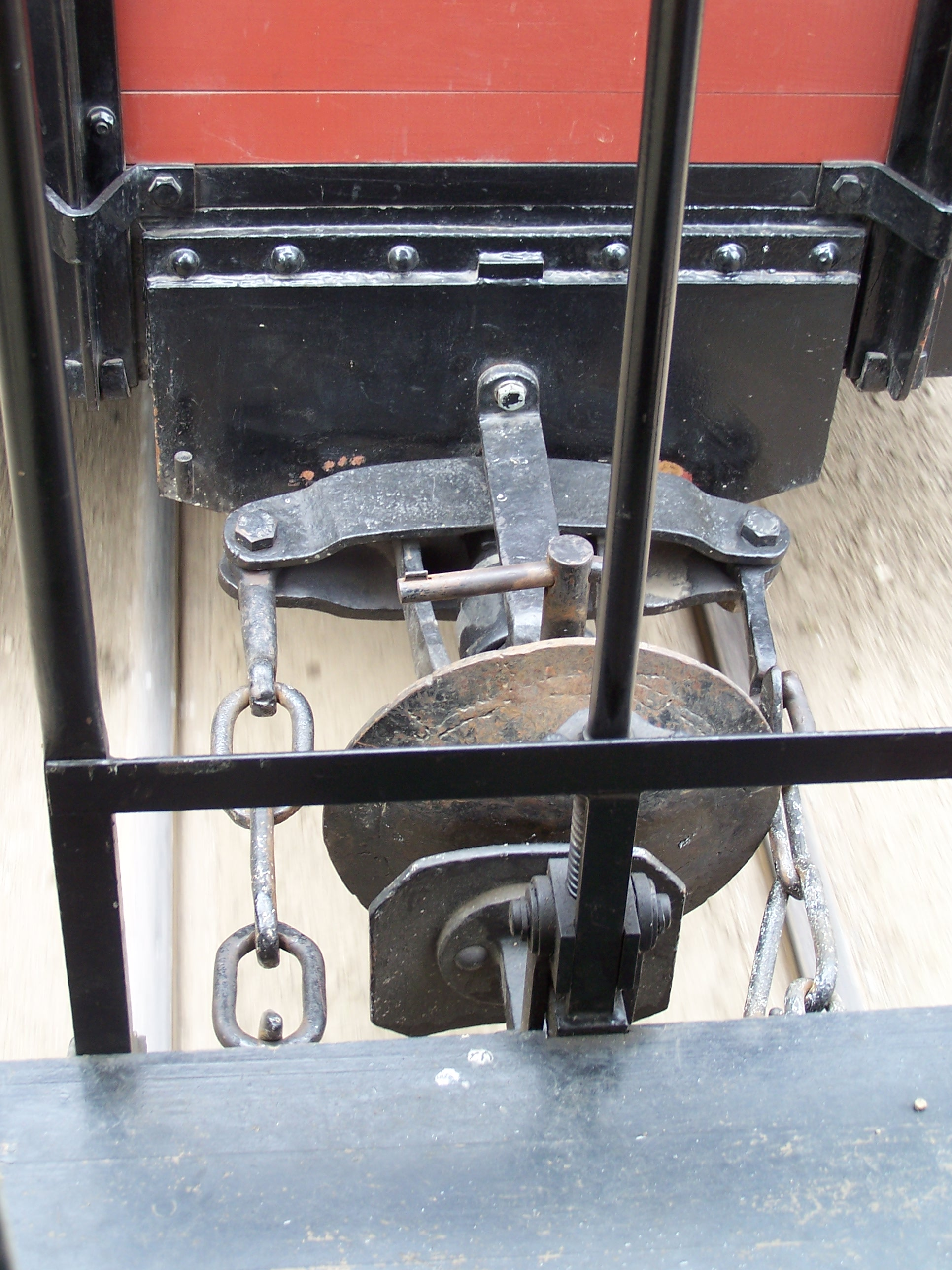
Balancierhebelkupplung
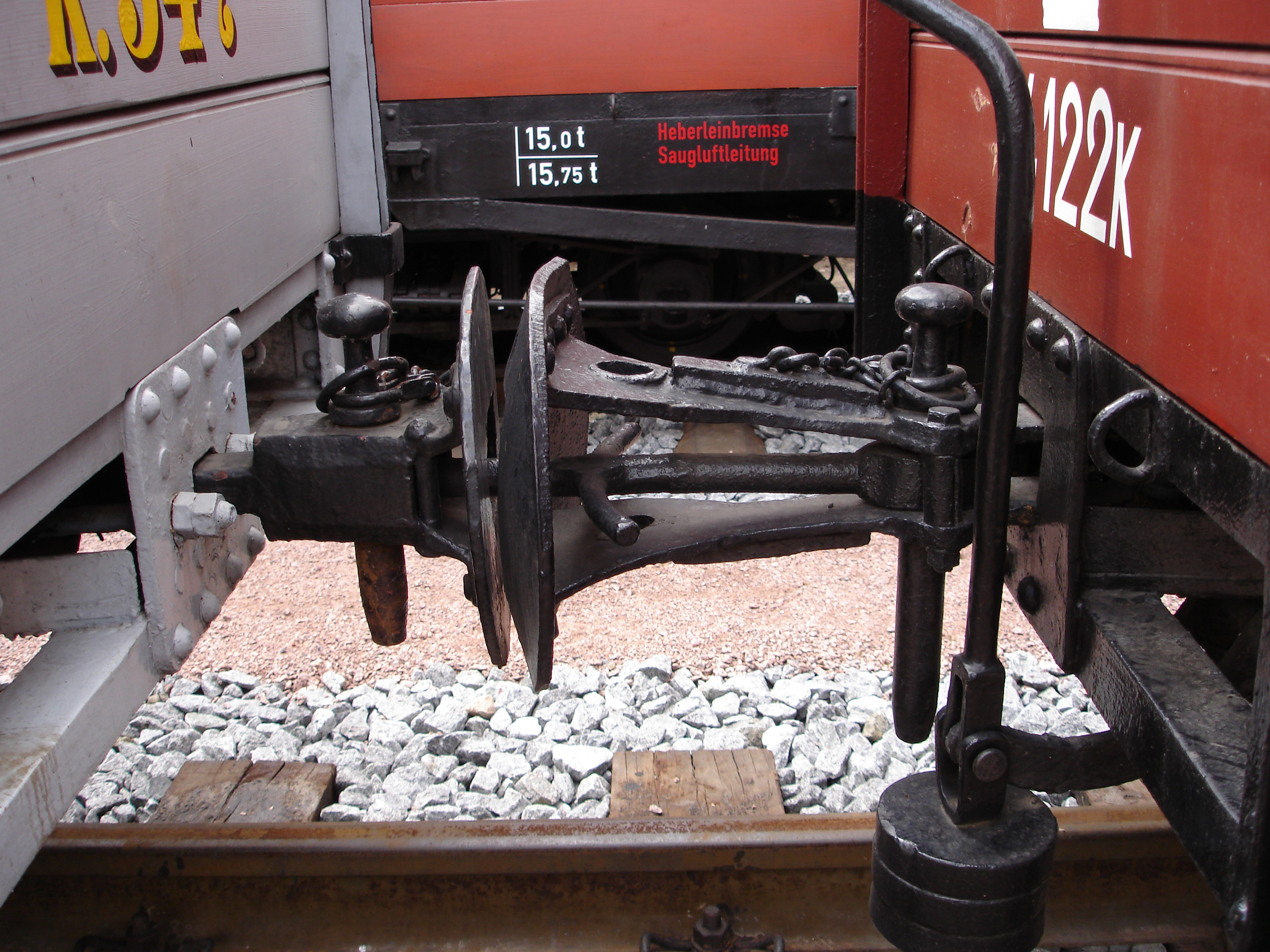
Trichterkupplung der sächsischen Schmalspurbahnen
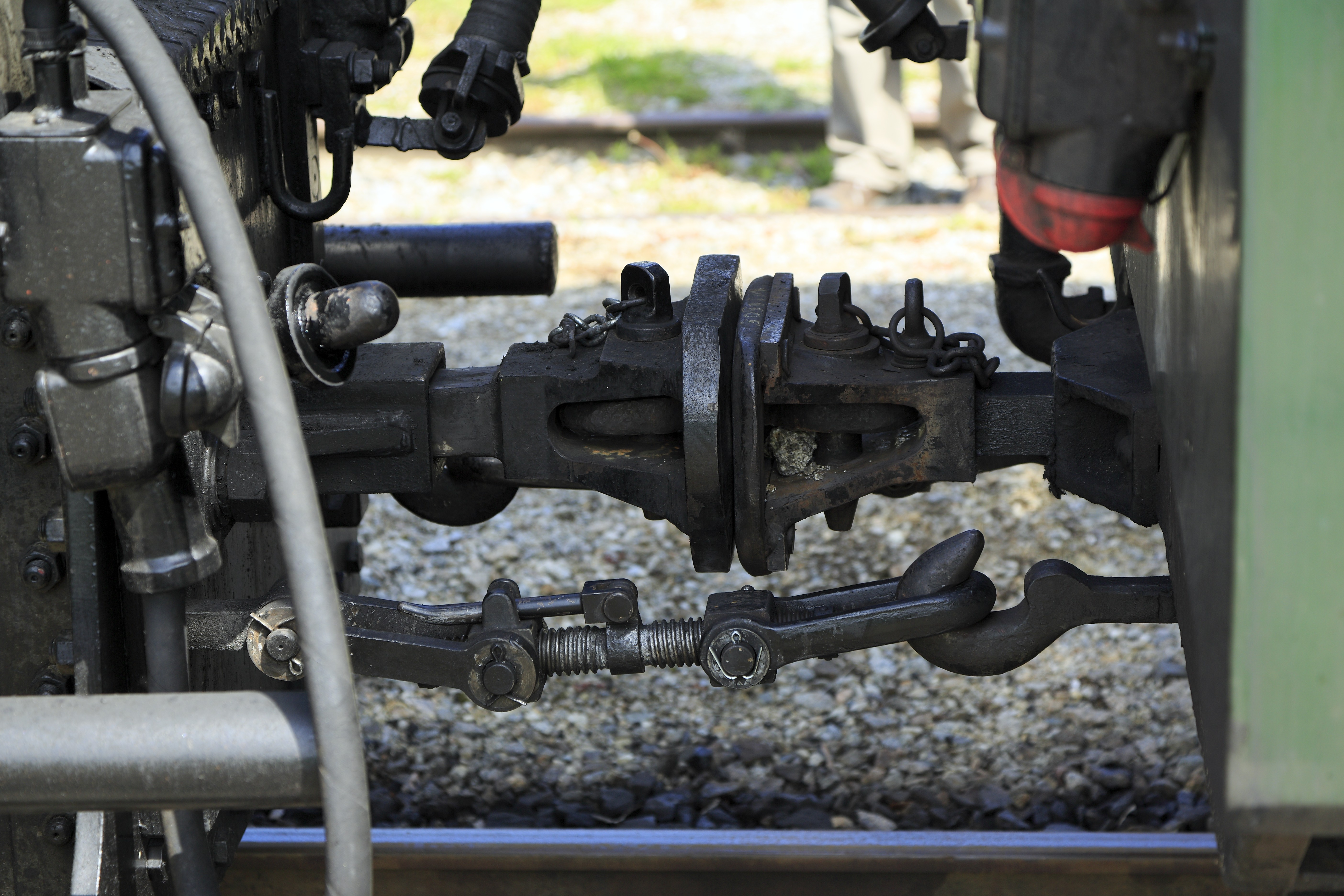
Bosnakupplung in gekuppeltem Zustand

- Albertkupplung
- Albertkupplung, gekuppelt
- Balancierhebelkupplung
- Trichterkupplung der sächsischen Schmalspurbahnen
- Bosnakupplung in gekuppeltem Zustand

### Automatische Mittelpufferkupplungen
Um den Arbeitsaufwand zum Kuppeln sowie auch die sich daraus ergebenden Unfallgefahren zu vermeiden, gab es schon Ende des 19. Jahrhunderts Bestrebungen, eine selbsttätige (automatische) kombinierte Puffer- und Kupplungseinrichtung einzuführen. In den USA wurde bereits 1893 landesweit die bis dahin eingesetzte manuelle Kupplung durch die Janney-Kupplung abgelöst. Auch in der Sowjetunion wurde ab 1932 auf Basis der ebenfalls in den USA entwickelten Bauart Willison ein ähnlicher Typ als Bauart SA3 eingeführt. Diese bietet im Vergleich mit der Janneykupplung den Vorteil, dass sie immer kuppelbereit ist und nicht erst manuell entriegelt werden muss. Sowohl die Bauarten SA3 als auch Janney sind in ihrer Ursprungsausführung unstarr, die Kuppelköpfe können sich in der Höhe gegenseitig verschieben. Ein selbsttätiges Kuppeln von Druckluft- und elektrischen Verbindungen ist damit nicht möglich. Insbesondere für Reisezug- und Triebwagen wurde die Bauart Janney mit seitlichen Starrmachungsorganen und einem zusätzlichen vertikalen Schwenkbereich zu einer starren Kupplung erweitert. Damit wurde es möglich, die Kupplung mit Leitungskupplungen zu ergänzen.
In den 1960er Jahren begann man mit den Entwicklungsarbeiten für eine UIC-Mittelpufferkupplung, um auch für die normalspurigen Bahnen in Europa ein solches Kupplungssystem zu schaffen. Die UIC-Kupplung sollte zwei Druckluft- sowie elektrische Leitungen mitkuppeln und adapterlos mit der Bauart SA3 kuppelbar sein. Im Ergebnis der umfangreichen und kostspieligen Entwicklungen war 1970 ein System einer ergänzten SA3-Kupplung (siehe AK69e) einsatz- und fertigungsbereit. Die Starrmachungsorgane, in die die Leitungskupplungen integriert sind, wurden unter dem Willisonprofil angeordnet. Die Einigung auf eine Umstellung gelang jedoch nicht, wobei auch das Erfordernis, den gesamten Fahrzeugpark zwecks Vermeidung des komplizierten Gemischtkuppelns innerhalb eines extrem kurzen Zeitraumes umzustellen, eine Rolle spielte. Die von Anfang an mitentwickelte Gemischtkupplung war seinerzeit nur für Rangierfahrten zugelassen. Zu viele Bahnen waren nicht in der Lage, die Umstellung zu finanzieren. Das Projekt wurde 1985 gestoppt, durch den bald darauf folgenden Fall des Eisernen Vorhangs und die folgende Neuverflechtung des gesamteuropäischen Schienenverkehrs wurde eine Einigung abermals hinausgeschoben. Die Mehrzahl der europäischen Eisenbahnbetriebe nutzt daher immer noch die Schraubenkupplung, obwohl sich die Gemischtkupplung inzwischen auch bei Zugfahrten in Finnland und ebenso bei Fahrten mit den Erzwagen jahrzehntelang bewährt hat. Für Sonderfälle wird dennoch die automatische Mittelpufferkupplung verwendet, so etwa für die schweren Erzzüge der DB von den Seehäfen zu den Stahlwerken und auf der Erzbahn Kiruna–Narvik, sowie Einheitswagen III der SBB.
Für das gesamteuropäische Regelspurnetz ist die C-AKv-Kupplung der derzeit letzte Stand der Entwicklung vor Einführung einer elektronischen Kupplung. Die Starrmachungsorgane liegen wie bei den starren Janneybauarten seitlich am Kuppelkopf, die Leitungskupplungen sind in das Willisonprofil integriert. Diese Kupplung erlaubt auch das Kuppeln mit SA3- und bisherigen UIC-Mittelpufferkupplungen sowie mit Schraubenkupplungen ohne lose Gemischtkupplung.
Die Kosten einer automatischen Kupplung wurden 2015 in einer Studie mit 5 000 bis 38 000 Euro je Wagen beziffert. Eine Schraubenkupplung kostet etwa 3 000 Euro.
Seit Mitte der 2010er Jahre ist die Cargo-Branche bestrebt, die nur manuell kuppelbaren Schraubenkupplungen durch die Digitale Automatische Kupplung (DAK) zu ersetzen. Mit der DAK sollen Güterwagen mitsamt den Strom-, Daten- und Druckluftleitungen automatisch kuppeln. Die DAK soll auf der Scharfenbergkupplung Typ 10 basieren und befindet sich mit Stand 2024 zurzeit in der Erprobungs- und Detaillierungsphase.
- Mittelpufferkupplung Bauart Intermat an einem Kuppelwagen
- Mittelpufferkupplung Bauart Janney
- SA3-Kupplung, Draufsicht

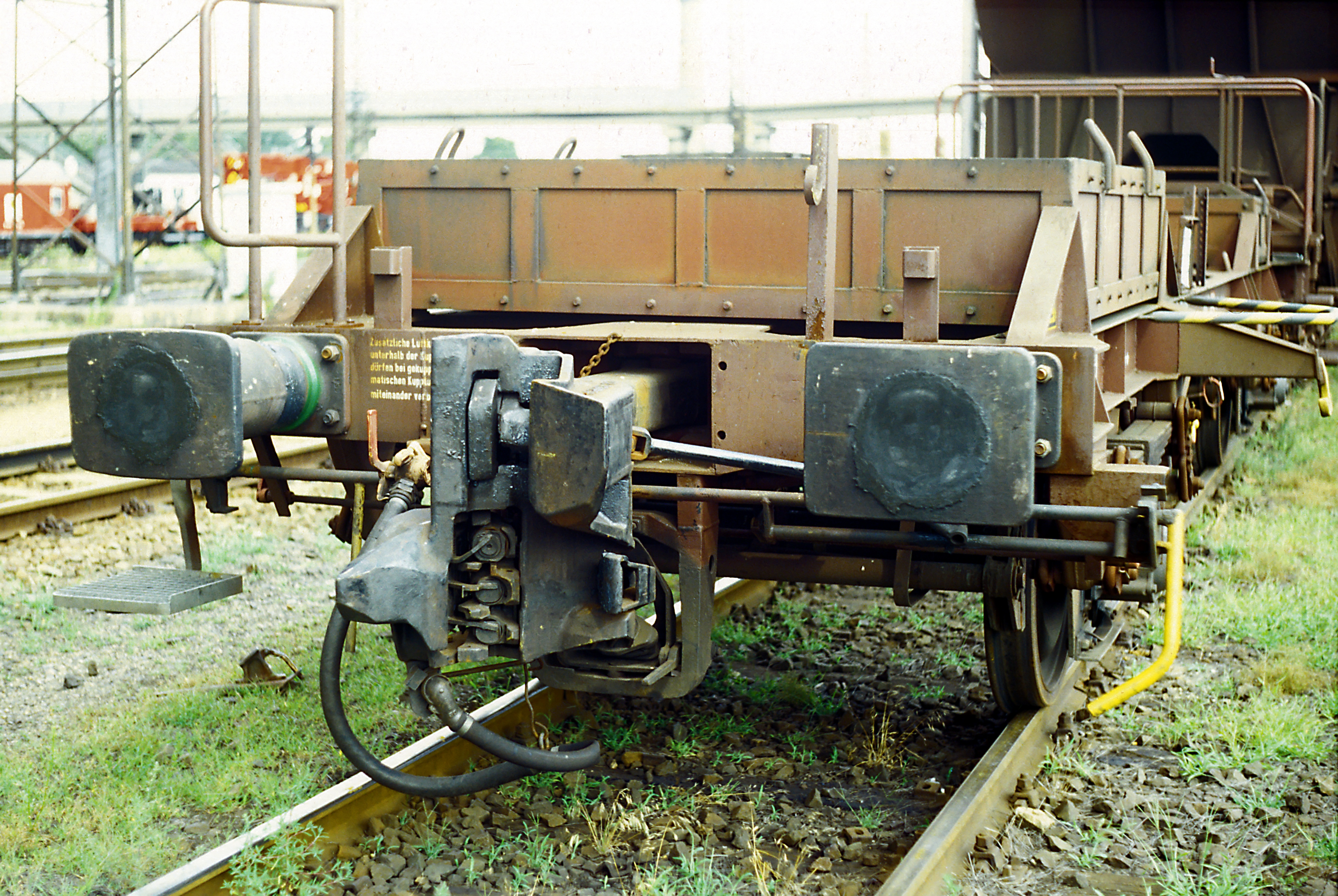
Mittelpufferkupplung Bauart Intermat an einem Kuppelwagen
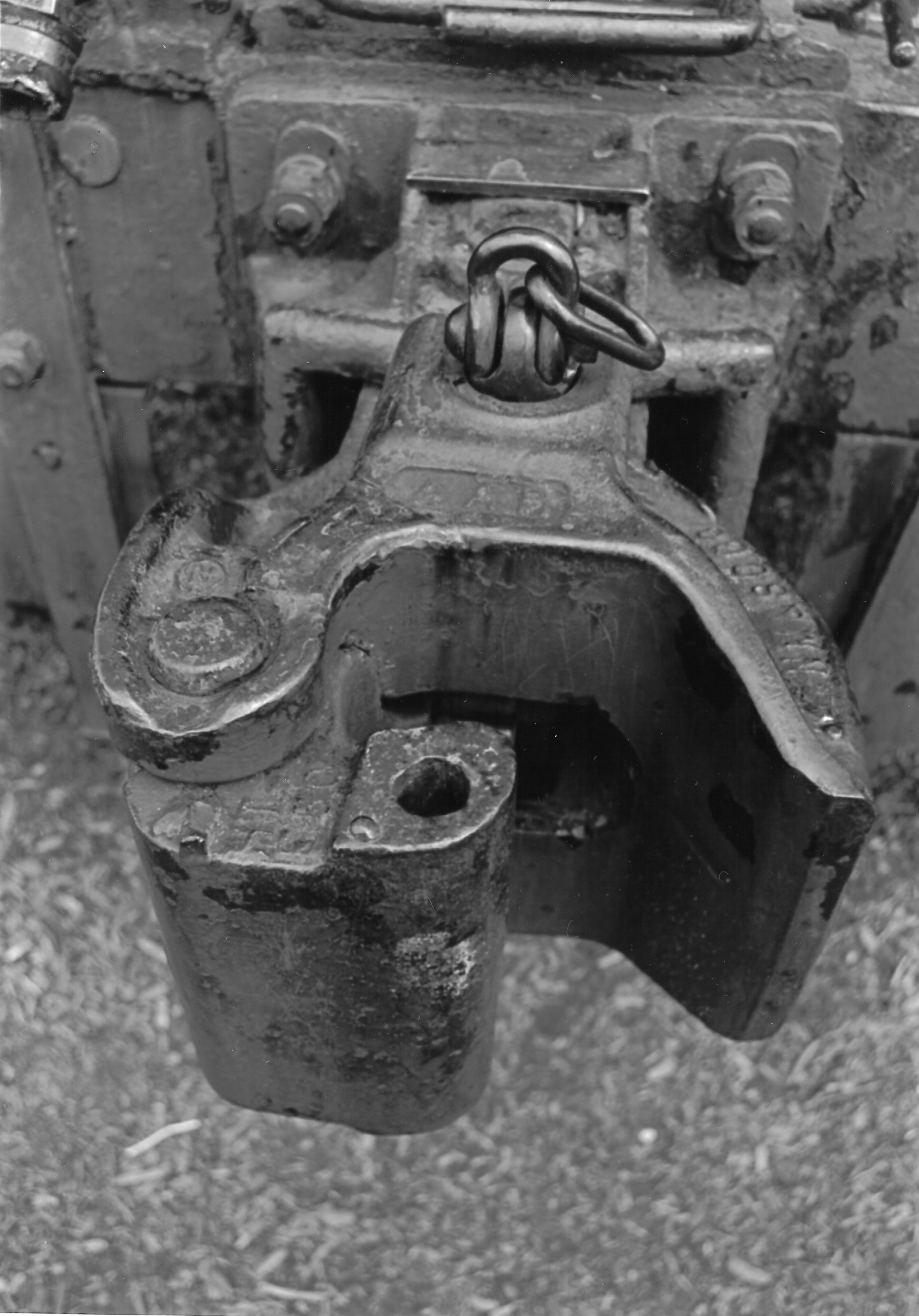
Mittelpufferkupplung Bauart Janney
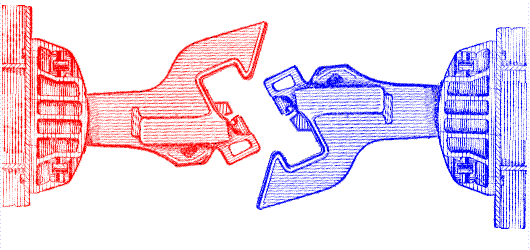
SA3-Kupplung, Draufsicht
C-AKv-Mittelpufferkupplung
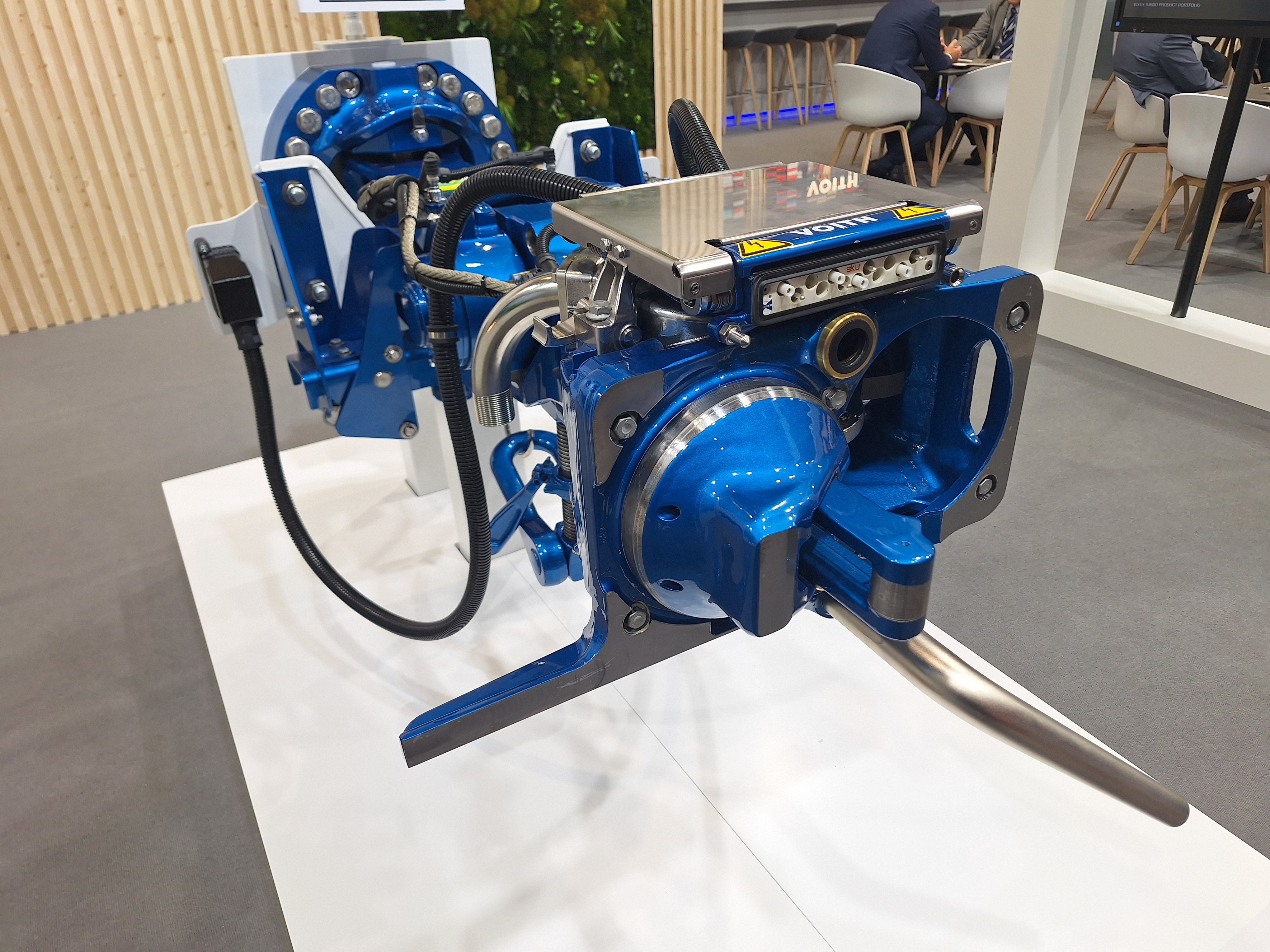
Digitale Automatische Kupplung auf der InnoTrans 2024

### Halbautomatische und automatische Mittelpufferkupplungen für Triebzüge und Sonderverwendungen
Moderne halbautomatische und automatische Mittelpufferkupplungen können neben dem selbsttätigen Kuppeln der mechanischen Verbindung meist auch die Verbindung der Bremsleitungen und elektrischen Steuerleitungen selbsttätig herstellen, seltener wird auch die Zugsammelschiene mitgekuppelt. Kupplungen, welche die Verbindungen beim Anfahren automatisch erstellen, aber von Hand getrennt werden müssen, heißen halbautomatische Kupplungen. Bei automatischen Kupplungen kann auch das Entkuppeln vom Lokführer ohne Verlassen des Führerstandes ferngesteuert vorgenommen werden. Durch den Einsatz von automatischen Kupplungen lassen sich Züge in Bahnhöfen einfach trennen und wieder vereinen, so dass der Zug entweder der notwendigen Kapazität angepasst werden kann oder verschiedene Ziele mit Flügelzügen bedient werden können. Die Scharfenbergkupplung Typ 10 wird insbesondere bei Triebwagen auch im Hochgeschwindigkeitsverkehr häufig eingesetzt, sie ist im Rahmen der TSI genormt.

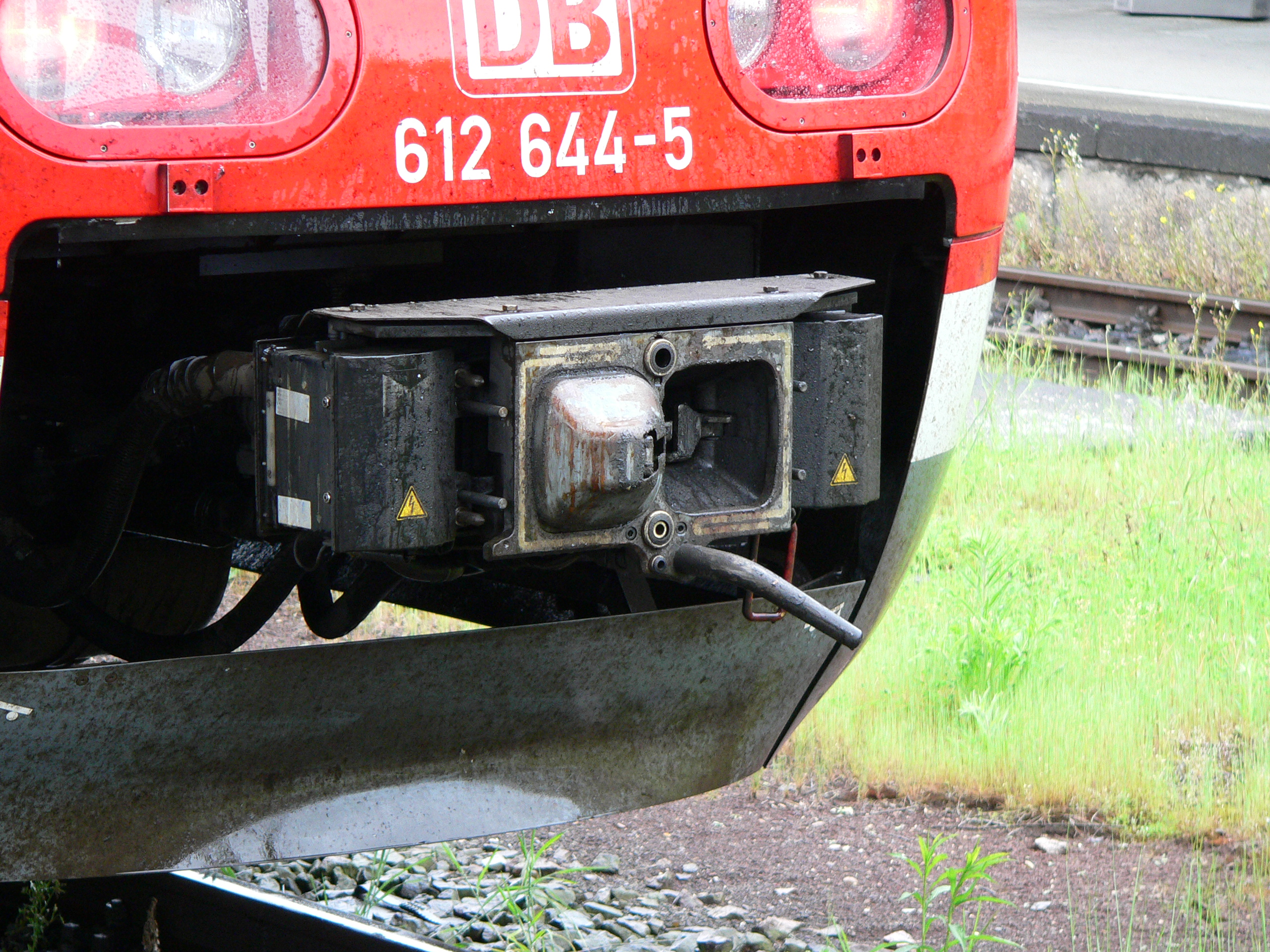
Scharfenbergkupplung an einem Triebwagen der DB-Baureihe 612
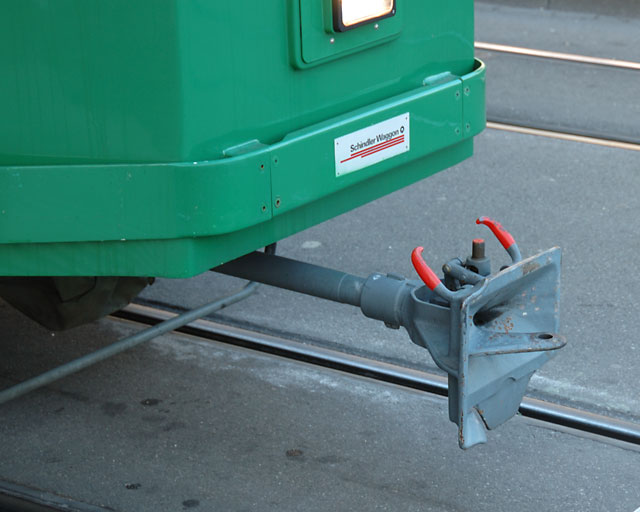
+GF+-Tramkupplung (GFT)
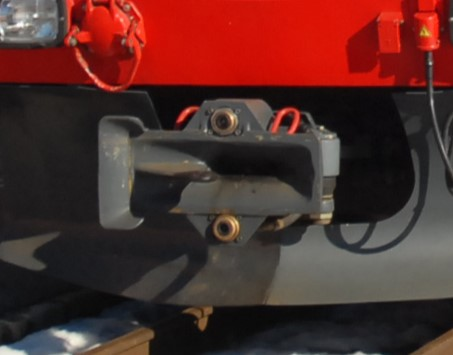
+GF+-Nebenbahnkupplung (GFN)
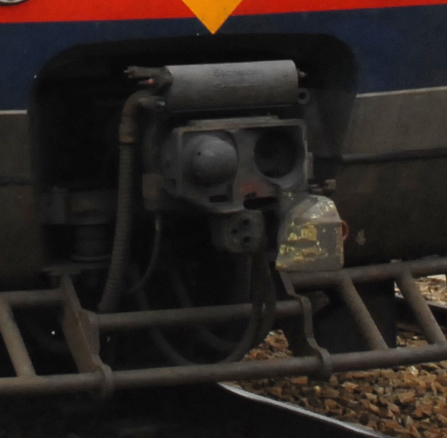
+GF+-Vorortsbahnkupplung (GFV)
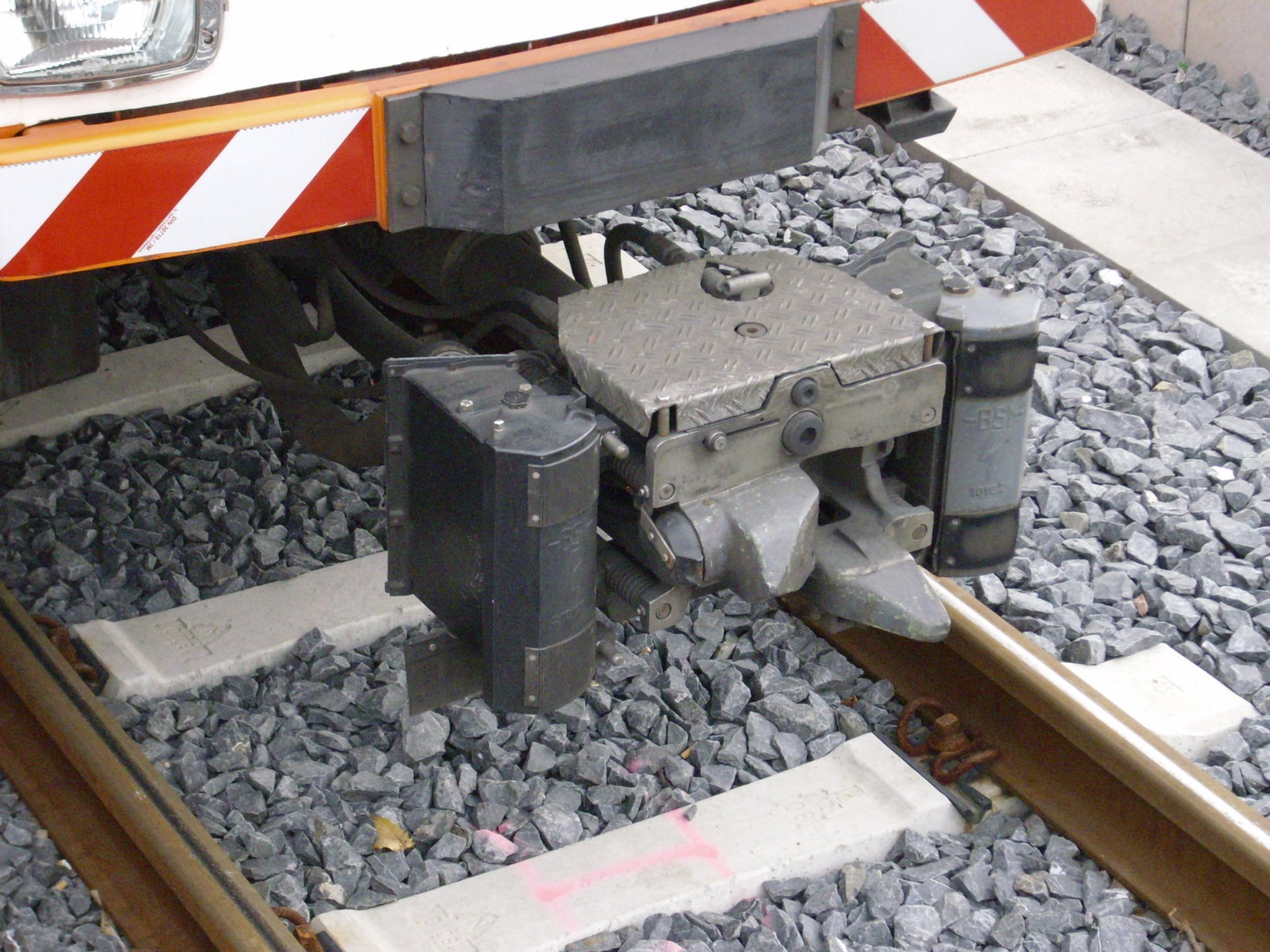
BSI-Kompaktkupplung, hier bei einem Wagen der Straßenbahn Bielefeld

#### Deutschland
In Deutschland fand bei der Deutschen Bahn AG nach 1996 mit der Aufteilung der Geschäftsfelder auch eine Aufteilung des Fahrzeugparks statt. In diesem Zusammenhang ergab sich für den Personenverkehr die Möglichkeit, mit der Modernisierung des Fahrzeugparks alle Triebzüge mit Scharfenbergkupplung zu beschaffen. Sie wird überwiegend bei Triebwagenzügen (z. B. S-Bahn, ICE) verwendet; ist jedoch nicht für schwere Güterzüge geeignet, da keine hohen Zugkräfte übertragen werden können. Zwischen zusammengekuppelten Triebwagenzügen ergeben sich teilweise auch deshalb geringere Zugkräfte, da manche einzelne Triebwageneinheiten über einen eigenen Antrieb verfügen. Oft sind jedoch unterschiedliche Baureihen nur eingeschränkt (nur Kuppeln der mechanischen und Luftkupplung möglich, Elektrokupplung lässt sich nicht kuppeln) oder gar nicht kuppelbar. (z. B. verschiedene Versionen des Alstom LINT; bei einem Kuppelvorgang würde die Elektrokupplung durch einen Stahlbügel beschädigt werden.)
Verschiedene Schmalspur- und Zahnradbahnen wie die Schmalspurbahnen in Sachsen verwenden einfache Formen der Scharfenbergkupplung (oft ohne elektrische Verbindungen) als generelle Kupplung für sämtliche Fahrzeugtypen, was auf Grund der geringeren Zugmassen keine Probleme bietet.

#### Schweiz
In der Schweiz wird bei Schmalspur- und Trambahnen meist die halbautomatische vormals +GF+-Kupplung verwendet (Georg Fischer AG, Schaffhausen) heute Faiveley Transport Schwab AG, die 1914 anlässlich der Landesausstellung in Bern vorgestellt wurde. Diese Kupplung gibt es in zwei Ausführungen, als Typ Tram (GFT) für Tram- und leichte Nebenbahnen und in schwererer und breiterer Nebenbahnausführung (GFN). Die sogenannten Trichterköpfe sind in ihrer Funktion gleich, jedoch aufgrund ihrer unterschiedlichen Breite nicht miteinander kuppelbar.
Eine völlig anders aufgebaute vollautomatische Kupplung vom gleichen Hersteller wird als Kupplungstyp Vorortsbahnen (GFV) geführt und wurde ab 1965 bei Triebzügen der SBB (RABDe 12/12, DPZ, DTZ) und verschiedener Meterspurbahnen (RhB, RBS, WSB, LEB, FART) sowie auch der Belgischen (AM80-83, AM86-89, 41 usw.) und Finnischen Staatsbahnen (Sm1 und Sm2) eingebaut.
Bei neuen Stadler-Triebzügen kommen meistens vollautomatische Schwab-Kupplungen (Schwab Verkehrstechnik AG, Schaffhausen) zum Einsatz, das Nachfolgeprodukt der GF-Kupplungen. Wie bereits bei den GF-Kupplungen existieren drei verschiedene Varianten für Vollbahnen (FK-15-10, neu FK-15-12), Metros/Nebenbahnen (FK-9-6) und Straßenbahnen (FK-5.5-4 und FK-3-2.5), die ebenfalls nicht untereinander und auch nicht mit irgendeinem anderen Kupplungstyp kuppelbar sind. Die ebenfalls von Schwab erhältliche Scharfenbergkupplung Typ 10 wurde bisher nur an exportierten Fahrzeugen eingebaut. Sämtliche Bauarten sind starre Mittelpufferkupplungen, die die Druckluftleitungen für die Zugbremse mitkuppeln und mit Kontaktaufsätzen für elektrische Verbindungen ausgerüstet werden können.

## Hybridkupplungen
Für den Betrieb mit unterschiedlich ausgerüsteten Fahrzeugen entstanden schon früh schnell anpassbare Mehrfachkupplungen. Eine der ersten Bauarten waren abklappbare Janney-Kupplungen an britischen Reisezugwagen in Verbindung mit ausziehbaren Puffern. Der Mittelpufferkuppelkopf ist im Auge des Zughakens aufgehängt, er liegt in Betriebsstellung zusätzlich mit einem einzusetzenden Bolzen im Zughakenmaul auf. Für das Einleiten der Druckkräfte ist der Zughakenschaft verstärkt, der Bodenrahmen der betroffenen Fahrzeuge ist auf das Einleiten von Druckkräften in der Mittelachse ausgelegt. An Stelle des Zugkastens tritt wie bei ausschließlich mit Mittelpufferkupplungen ausgerüsteten Fahrzeugen eine auf Zug- und Druckkräfte ausgelegte Aufnahme. Zusätzlich zur Federung sind die Puffer ausziehbar, in Wirkstellung werden sie durch aufzulegende Distanzstücke arretiert.
Eine vergleichbare Bauart entstand auch für Kupplungen mit Willisonprofil wie der Bauart SA-3. Sie erreichte jedoch keine größere Verbreitung, da seit den 1990er Jahren mit der Bauart Unilink eine bessere Lösung mit integrierter Kuppelkette verfügbar ist. Sie wird beispielsweise bei finnischen Lokomotiven und türkischen Selbstentladewagen für den Kohle- und Erztransport eingesetzt. Bei der C-AKv-Kupplung ist eine ähnlich angeordnete Kuppelkette ebenfalls Systembestandteil.
Die Ausführung der CargoFlex-Kupplung für Lokomotiven, die einer verstärkten Ausführung der Scharfenbergkupplung Typ 10 entspricht, enthält ebenfalls eine integrierte Schraubenkuppelkette. Für ihre Nutzung wird der Kuppelkopf um 90° nach oben geklappt. Die SBB rüsteten im Jahr 2018 zwölf Lokomotiven des Typs Re 4/4 II mit Kupplungen dieser Bauart aus.
- Mark-I-Generatorwagen mit abklappbarem Janney-Kuppelkopf
- Unilink-Kuppelkopf mit integrierter Schraubenkuppelkette

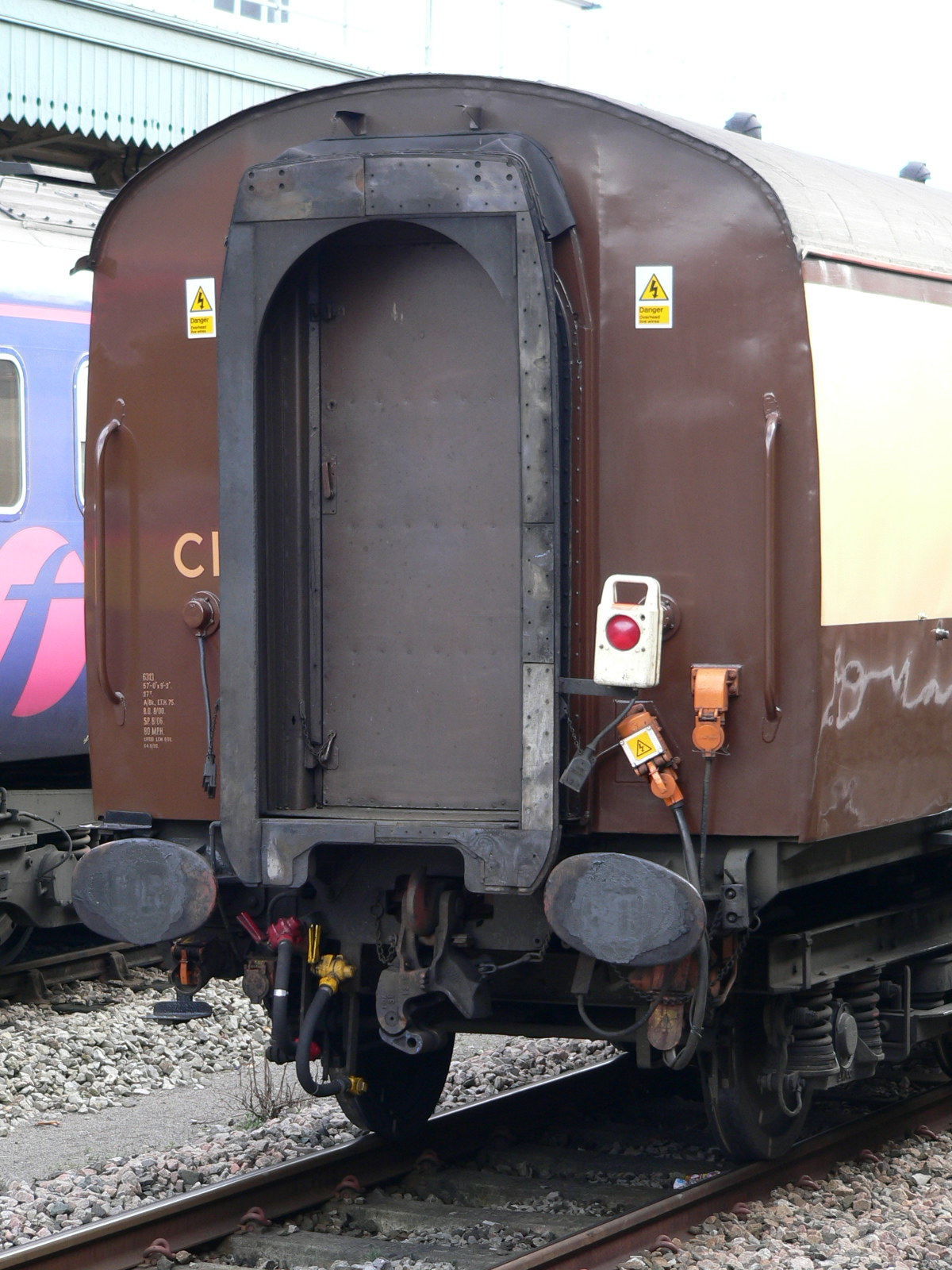
Mark-I-Generatorwagen mit abklappbarem Janney-Kuppelkopf
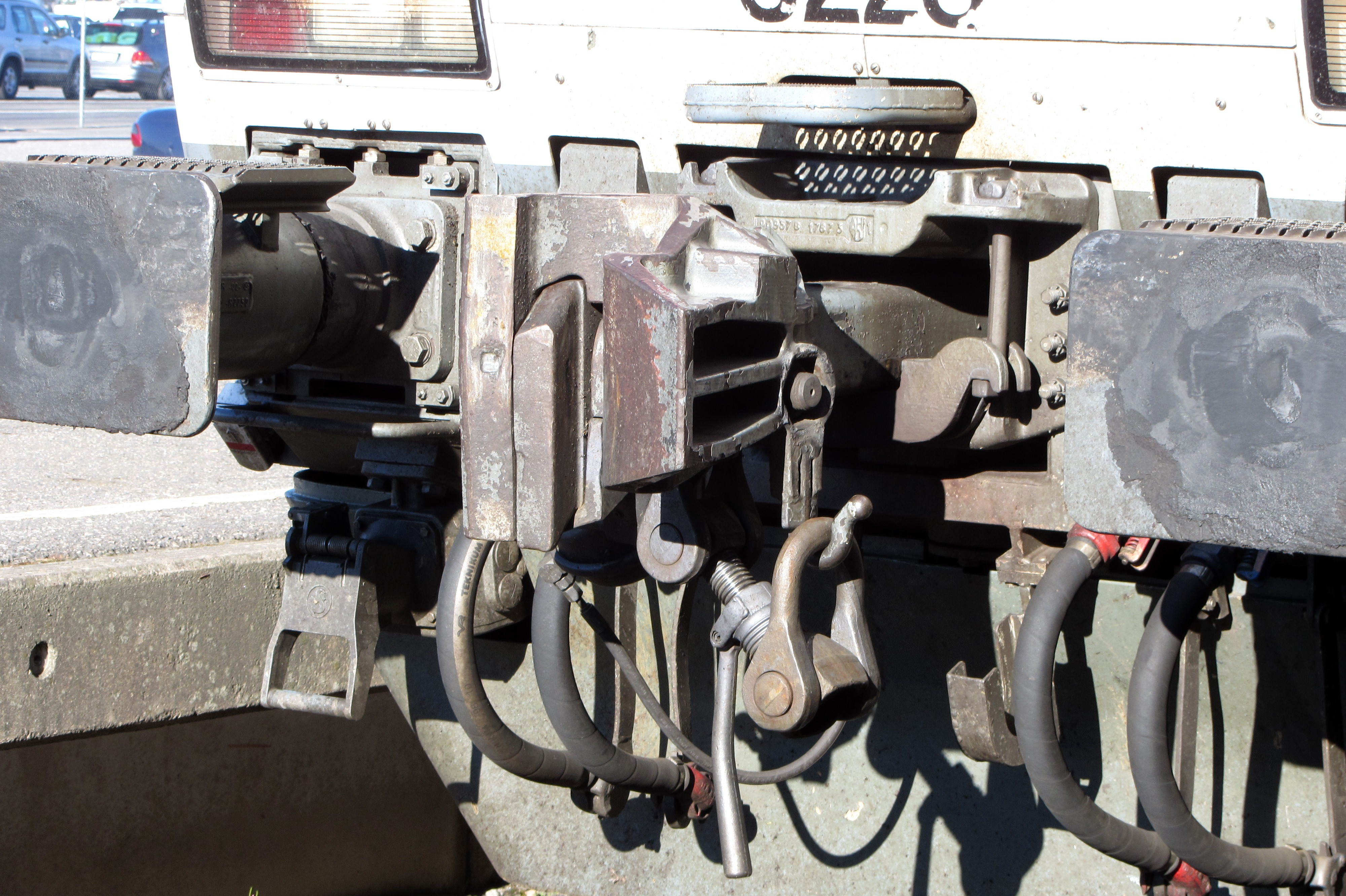
Unilink-Kuppelkopf mit integrierter Schraubenkuppelkette
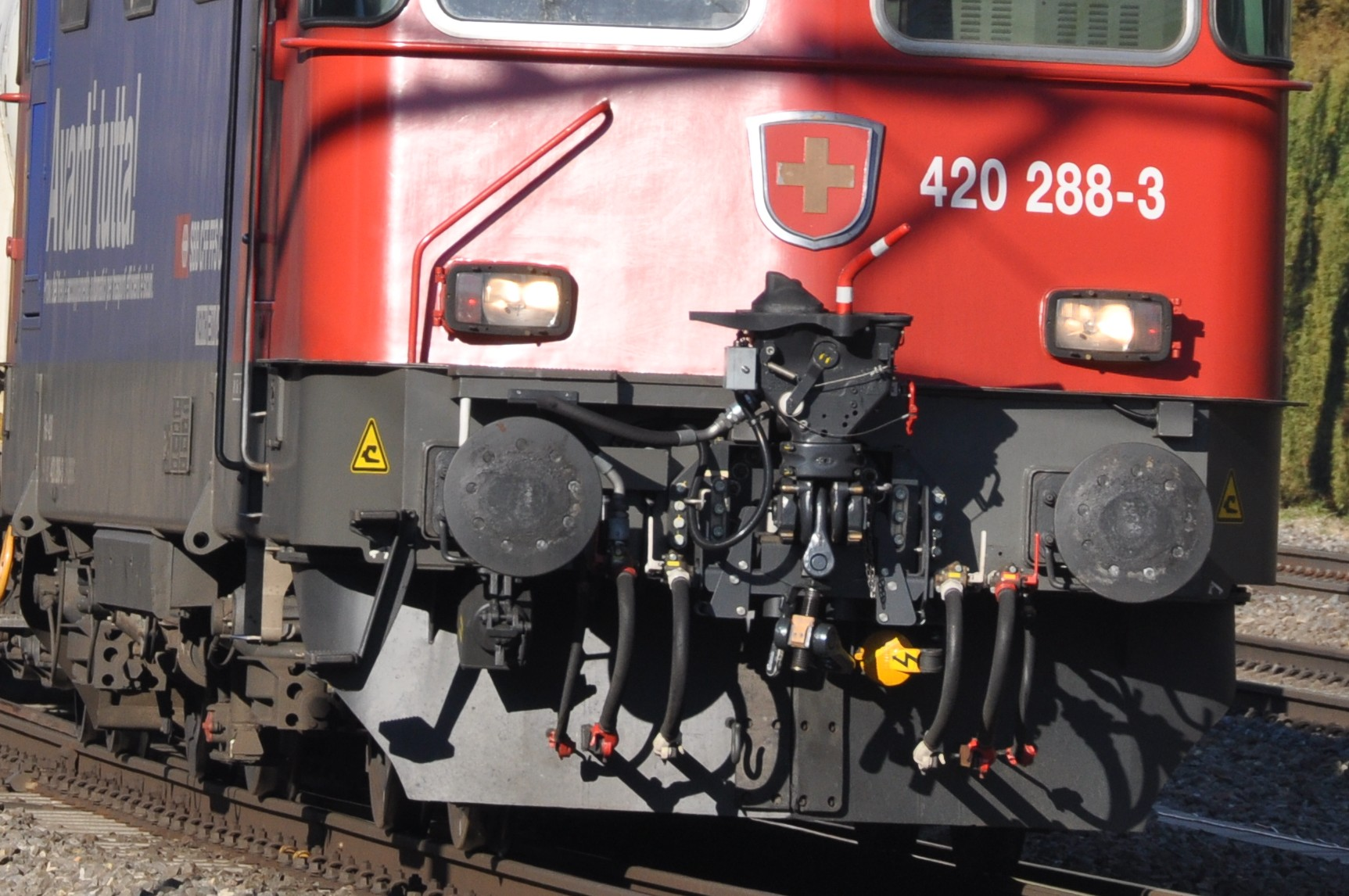
Cargoflex-Hybridkupplung an der Lok Re 420 288

## Sonstige Kupplungsarten

### Rangierkupplung

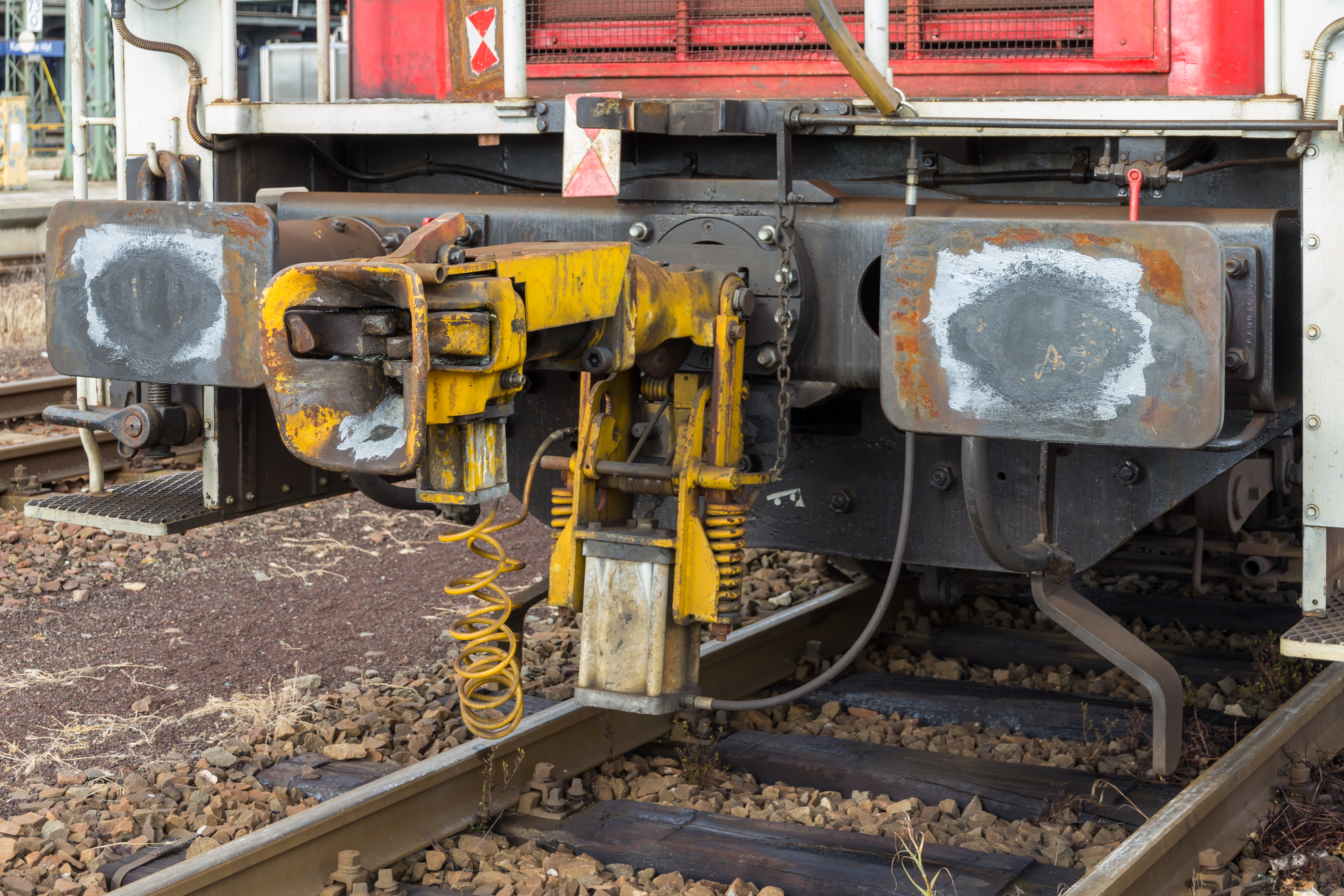
Rangierkupplung

Eine Rangierkupplung ist eine spezielle automatische Kupplung, die üblicherweise an Rangierlokomotiven angebracht ist und vom Lokrangierführer gesteuert werden kann. Speziell bei den herkömmlichen Schraubenkupplungen ist kein manueller Kupplungsvorgang nötig, da die Rangierkupplung den Zughaken automatisch greifen und wieder loslassen kann. Zur schnelleren Abwicklung wird im Rangierbetrieb, wenn es das Bremsvermögen der Lokomotive, die zu bewegenden Massen und die Neigungsverhältnisse zulassen, auf die Verbindung der Hauptluftleitungskupplungen verzichtet; die Rangierkupplung ermöglicht keine selbsttätige Verbindung der Brems- oder elektrischer Verbindungen.
Im entfernteren Sinn gehören auch die Kuppelstangen zwischen Zweiwegefahrzeugen im Rangierbetrieb und Eisenbahnwagen zu den Rangierkupplungen.

### Kellersche Kupplung
Die Kellersche Kupplung war eine Kupplung für Schiebelokomotiven, die seit der Zeit um 1900 in Gebrauch war. Sie wurde bei Schiebelokomotiven eingesetzt, die den nachzuschiebenden Zug während der Fahrt verließen und trotzdem mit ihm gekuppelt waren. Die Kellersche Kupplung wurde während der Fahrt vom Führerstand der Schiebelokomotive aus mittels eines Entriegelungsseils gelöst.

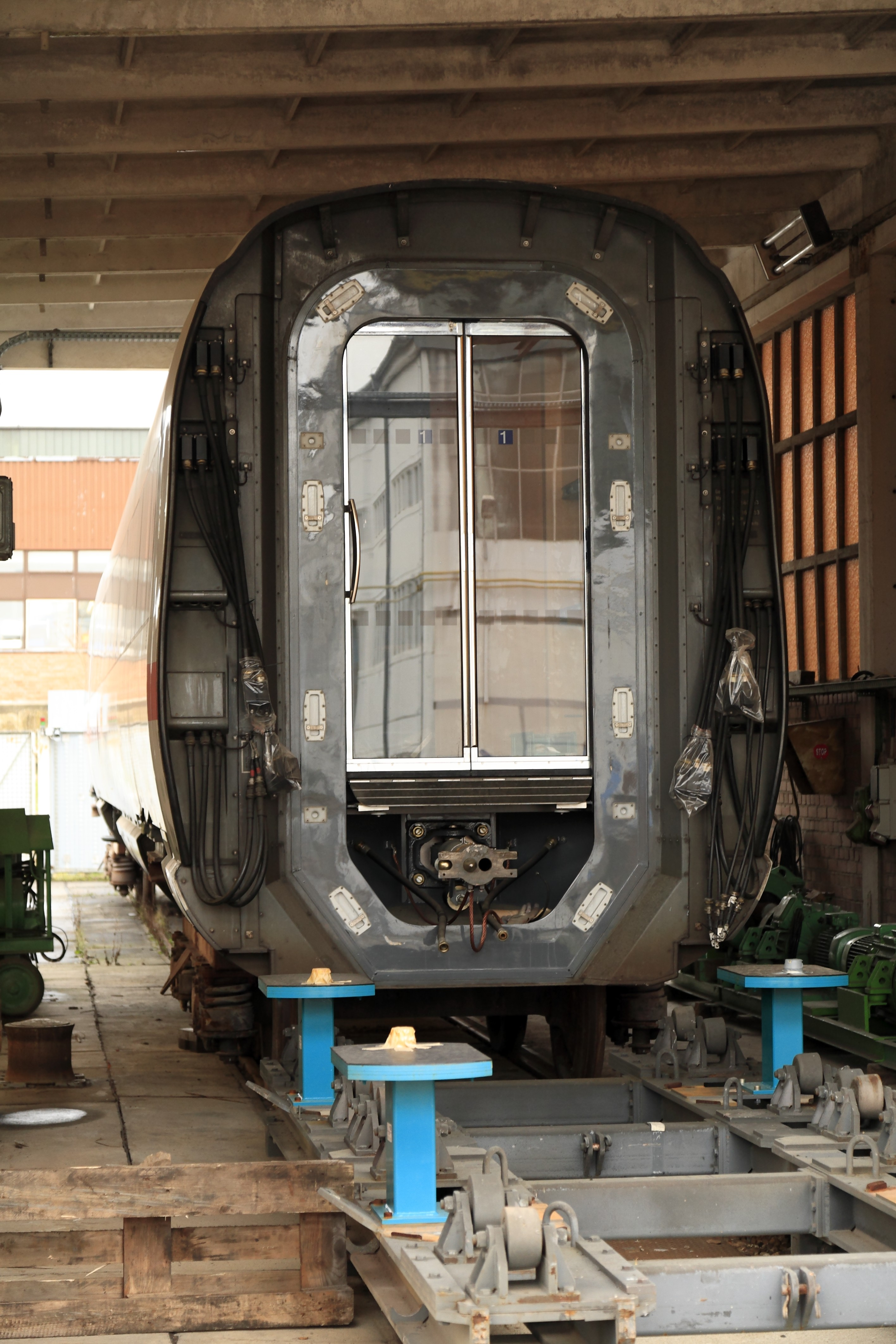
Feste Kupplung des Endwages eines ICE-T

### Kurzkupplung
In einzelnen Fällen setzt man auch Kurzkupplungen ein, um die Verlustlängen durch Standard-Kupplungen zu minimieren.

### Feste Kupplung
Als „fest gekuppelt“ werden verbundene Fahrzeuge bezeichnet, die nur in einer Werkstatt bzw. mit Werkzeugeinsatz getrennt werden können. Oft kommen dabei sogenannte Schalenkupplungen zum Einsatz.